# 121 av. J.-C.
Cette page concerne l'année 121 av. J.-C. du calendrier julien proleptique.

## Événements
- 9 août 122 av. J.-C. (1er janvier 633 du calendrier romain) : début à Rome du consulat de Quintus Fabius Maximus et Lucius Opimius[1].
- Avril[2] : Caius Sempronius Gracchus et Fulvius Flaccus se révoltent quand le consul Opimius et un des nouveaux tribuns veulent abroger une partie de la législation qu'ils ont mis en place. Ils sont tués avec 3 000 de leurs partisans au cours d’une bataille sur l’Aventin contre les troupes du consul Opimius[3]. Ses lois, ainsi que celles de son frère, sont abrogées. L’oligarchie triomphante garde le pouvoir jusqu’en 108 av. J.-C.. Elle abroge la loi coloniale : la colonie de Carthage est supprimée, et celle de Capoue n’est pas fondée. Celle de Tarente subsiste, mais perd de son importance.
- Printemps : le proconsul Gnaeus Domitius Ahenobarbus écrase les Allobroges à Vindalium sur la Sorgue, grâce au concours d'éléphants qui effraient la cavalerie gauloise[4].
- 8 août : Fabius Maximus et Domitius défont les Arvernes de Bituitos près de Pont-de-l'Isère à la bataille du confluent[4]. L'influence romaine en Gaule transalpine est portée aux Cévennes et aux Pyrénées, et par une alliance avec les Volques Tectosages, jusqu’à Toulouse (Tolosa)[5]. Nemausus (Nîmes), capitale des Volques Arécomiques, passe sous contrôle romain[6].
- Le général chinois Huo Qubing, neveu de Wei Qing, victorieux à Gaolan, conquiert sur les Xiongnu le Gansu occidental à la tête de 10 000 cavaliers[7]. Il réorganise la cavalerie légère chinoise sur le modèle hunnique. L'empereur Han Wudi établit les préfectures de Jiuquan et Wuwei dans le corridor du Hexi pour le contrôle de la route de la soie[8].
- La Paphlagonie est léguée au royaume du Pont par son roi Pylémène[9].
- Mort de la reine de Syrie Cléopâtre Théa, fille de Ptolémée VI, contrainte par son fils Antiochos VIII à avaler le poison qu'elle avait préparé pour lui[10] (121 ou 120 av. J.-C.).
- Construction de la basilique Opimia à Rome[11].
- Fondation de la ville française de Valence (Valentia) par les Romains ; actuelle préfecture du département de la Drôme.
- Vendanges donnant un vin d’une qualité exceptionnelle sous le consulat d’Opimius. Le vin se vend alors 100 sesterces l’amphore et le Falerne de ce millésime devient légendaire par sa longévité[1].

## Décès
- Avril : Caius Gracchus, homme politique romain.